# Kausticering
Kausticering kallas den process då natriumkarbonat omvandlas till natriumhydroxid. Kausticering utföres med hjälp av kalciumoxid (bränd kalk), som normalt erhålles genom ombränning av kalciumkarbonat (såsom kalksten):
CaCO3 (s)  →  CaO (s) + CO2 (g)
Kalciumoxiden kan också erhållas genom upphettning av både kalciumhydroxid och kalciumsulfat, som oftast ingår i mindre mängder i kalksten: 
Ca(OH)2 (s)  →  CaO (s) + H2O (g)
2 CaSO4 (s)  →  2 CaO (s) + 2 SO2 (g) + O2 (g)
Kausticeringen sker i två steg där man i första steget omvandlar kalciumoxid till kalciumhydroxid, vilket brukar kallas kalksläckning:
CaO (s) + H2O  →  Ca(OH)2 (s)
Släckningen är en relativt snabb reaktion. Kalciumhydroxiden kan därefter reagera med löst natriumkarbonat genom följande jämvikt (kausticeringsreaktionen):
Na2CO3 + Ca(OH)2 (s)  ⇌  2 NaOH + CaCO3 (s)
Denna reaktion är betydligt långsammare än släckningsreaktionen. Eftersom kalciumkarbonat har låg löslighet och faller ut förskjuts kausticeringsjämvikten åt höger, vilket gynnar bildningen av natriumhydroxid. Närvaro av hydroxid från annan källa, som t.ex. i sulfatmassabrukens grönlut där hydroxid bildas från sulfidjoner, motverkar å andra sidan kausticeringen.
Som mått på omvandlingen från natriumkarbonat till natriumhydroxid används följande begrepp, varvid cX betecknar molariteten [mol dm-3] för substansen X:
{\displaystyle Kausticeringsgrad={\frac {c_{\mathrm {NaOH} }}{(c_{\mathrm {NaOH} }+2\times c_{\mathrm {Na_{2}CO_{3}} })}}}

Kausticeringsjämvikten motverkas som nämnts av hög alkalihalt och normalt uppnås kausticeringsgrader på 80-85%.
Kaustik soda är en äldre benämning för natriumhydroxid och kaustik har betydelsen frätande, vilket gäller för koncentrerad natriumhydroxid (kaustik soda) till skillnad från natriumkarbonat (soda).
Kausticeringsprocessen utnyttjas i sulfatmassaindustrin då grönlut (huvudsakligen innehållande natriumkarbonat och natriumsulfid) omvandlas till vitlut (innehållande natriumhydroxid och natriumsulfid), där vitluten i sin tur används som reaktionskemikalie för att bryta ned och lösa ut ligninet från veden i kokprocesserna.